# Juan Imbroisi
Juan Imbroisi (n. 1866-f. 1942) fue un compositor italiano. Una de sus obras más conocidas es A mi Bandera, compuesta junto a Juan Chassaing.
Nació en Paola, Italia en 1866. Emigró a la Argentina, donde completó sus estudios de música y se incorporó al Ejército. Sirvió como maestro de banda en el Regimiento de Infantería 7. En 1906 compuso la música de la canción patriótica A mi Bandera.
Murió en Buenos Aires en 1942.